# Карло Мария Абате
Карло Мария Абате (на италиански: Carlo Maria Abate) е италиански автомобилен пилот.
Роден е на 10 юли 1932 година в Торино, Италия. Състезава се за частния италиански тим Скудериа Серенисима(Scuderia Serenissima of Count Volpi) и тимовете на Скудериа Чентро Сюд (Scuderia Centro Sud), Скудериа Ферари (Scuderia Ferrari) и заводският тим на Порше (Porsche AG).
През 1959 година печели състезанието „Милле Миглия“ (Mille Miglia), заедно с Джорджо Балзарини. През 1962 година участва във Формула 1, в стартовете за Голямата награда на Франция и Голямата награда на Германия с Лотус-Клаймакс, но се проваля на квалификациите.
Отказва се от активна състезателна кариера през 1963 година, най-силната му в кариерата му дотогава. Побеждава в „Тарга Флорио“ (Targa Florio), със заводско Порше заедно с Йоаким Боние. След неуспеха му да се класира за състезанието в Италия същата година, напуска Формула 1 и моторните спортове и става директор на клиника.